# Cinara nigritergi
Cinara nigritergi är en insektsart. Cinara nigritergi ingår i släktet Cinara och familjen långrörsbladlöss. Inga underarter finns listade i Catalogue of Life.